# Urban
Urban je mužské křestní jméno latinského původu. Vzniklo z latinského slova urbanus a vykládá se jako „městský, měšťan“ nebo přeneseně jako „způsobný“. Můžeme se s ním setkat i jako s příjmením.
Podle slovenského kalendáře má svátek 25. května.

## Urban v jiných jazycích
- Slovensky, německy, anglicky, polsky: Urban
- Francouzsky: Urbain
- Italsky, portugalsky: Urbano
- Rusky: Urban nebo Urvan
- Maďarsky: Urbán

## Známí nositelé jména
- Urban z Makedonie – (1. století?) spolupracovník sv. Pavla, snad jeden ze 70 apoštolů L 10, 1 (Kral, ČEP)
- Urban I. – byl 17. papežem katolické církve, zemřel 230
- Urban II. – rodným jménem Odo de Lagery, byl papežem od 12. března 1088 až do své smrti 1099
- Urban III. – rodným jménem Uberto Crivelli, byl papežem od roku 1185 do 1187
- Urban IV. – rodným jménem Jacques Pantaléon, byl papežem od roku 1261 do 1264
- Urban V. – rodným jménem Guillaume Grimoard, byl papežem od roku 1362 do 1370
- Urban VI. – rodným jménem Bartolomeo Prignano, byl papežem od roku 1378 do 1389
- Urban VII. – rodným jménem Giovanni Battista Castagna, byl papežem v září 1590
- Urban VIII. – rodným jménem Maffeo Barberini, byl papežem od roku 1623 do 1644
- Urban z Langres francouzský světec, patron vinařů
- Urban, jeden z třiceti mučedníků ze Zaragozy († 303)
- Urban (metalurg) - slévač a inženýr, jehož děla byla nasazena za osmanského obléhání Konstantinopole v roce 1453.

o nositelích příjmení Urban viz rozcestník Urban (příjmení)